# Cervinia mediocauda
Cervinia mediocauda är en kräftdjursart som beskrevs av Burgess 1998. Cervinia mediocauda ingår i släktet Cervinia och familjen Cerviniidae. Inga underarter finns listade i Catalogue of Life.